# Башни Этихад
Etihad Towers — комплекс зданий в Абу-Даби, включающий в себя пять небоскрёбов, один из которых является сверхвысоким.

## Описание
Комплекс расположен напротив пятизвёздочной гостиницы Эмирейтс Пэлэс. В зданиях размещены жилые апартаменты, офисы и гостиница. Сметная стоимость составила 2,5 млрд дирхамов.
На момент открытия Башня № 2 высотой 305 метров стала самой высокой в Абу-Даби, обойдя 292-метровый Sky Tower. Однако рекорд продержался недолго, и уже в следующем году его обошёл небоскрёб The Landmark (324 метра).
В Башне № 1 находится гостиница Conrad Abu Dhabi Etihad Towers, принадлежащая Conrad Hotels & Resorts. Башня № 2 имеет смотровую площадку на 75-м этаже.
Etihad Towers фигурируют в фильме Форсаж 7.

### Характеристики
| Здание | Высота (м) | Этажей | Площадь помещений (м²) | Лифтов | Использование    |
| ------ | ---------- | ------ | ---------------------- | ------ | ---------------- |
| 1      | 277,6      | 69     | 70 908                 | 12     | гостиница, жилой |
| 2      | 305,3      | 80     | 83 738                 | 7      | жилой            |
| 3      | 260,3      | 60     | 74 198                 | 19     | офисный          |
| 4      | 234,0      | 66     | 49 819                 | 5      | жилой            |
| 5      | 217,5      | 61     | 45 049                 | 5      | жилой            |

## Галерея

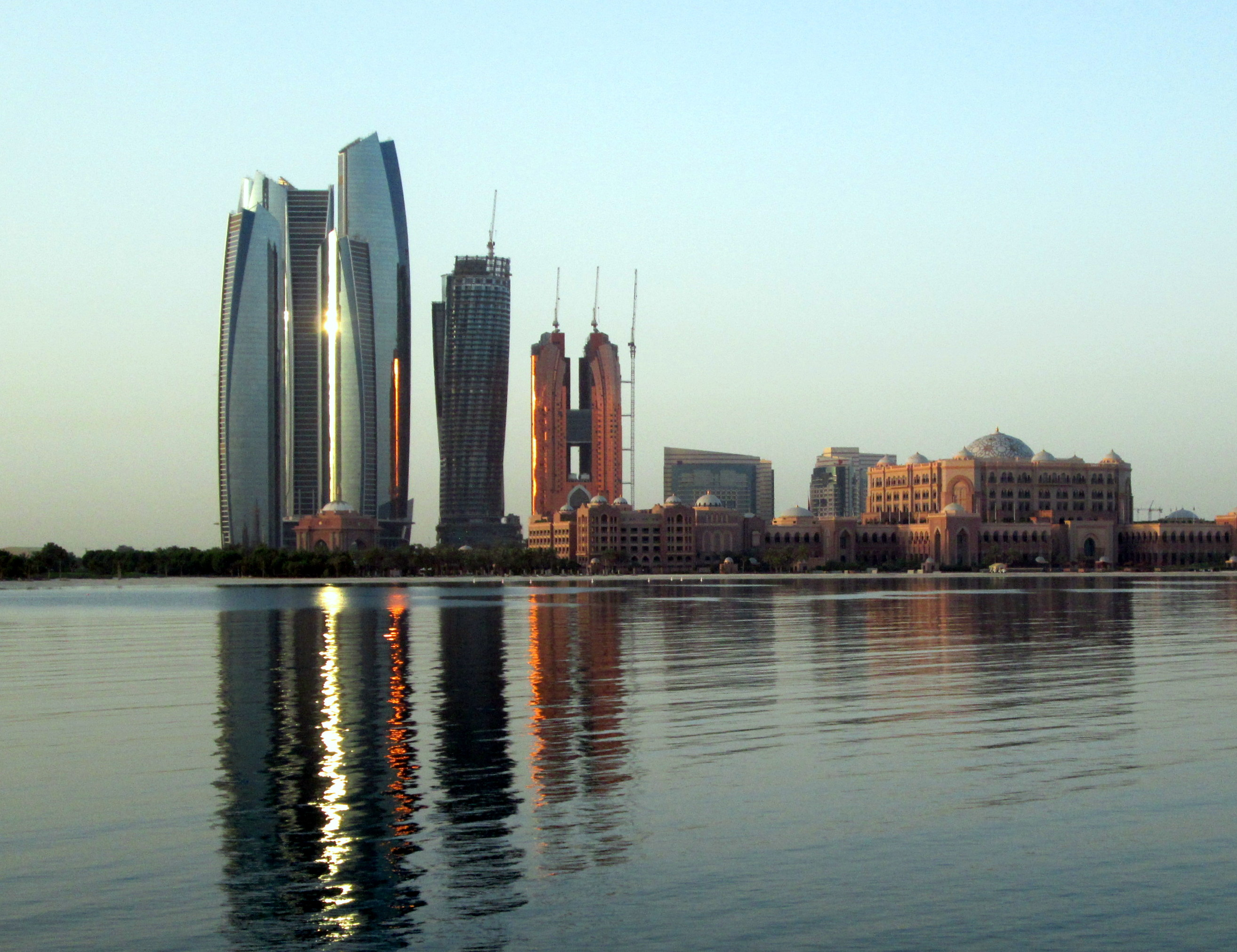
Панорама города
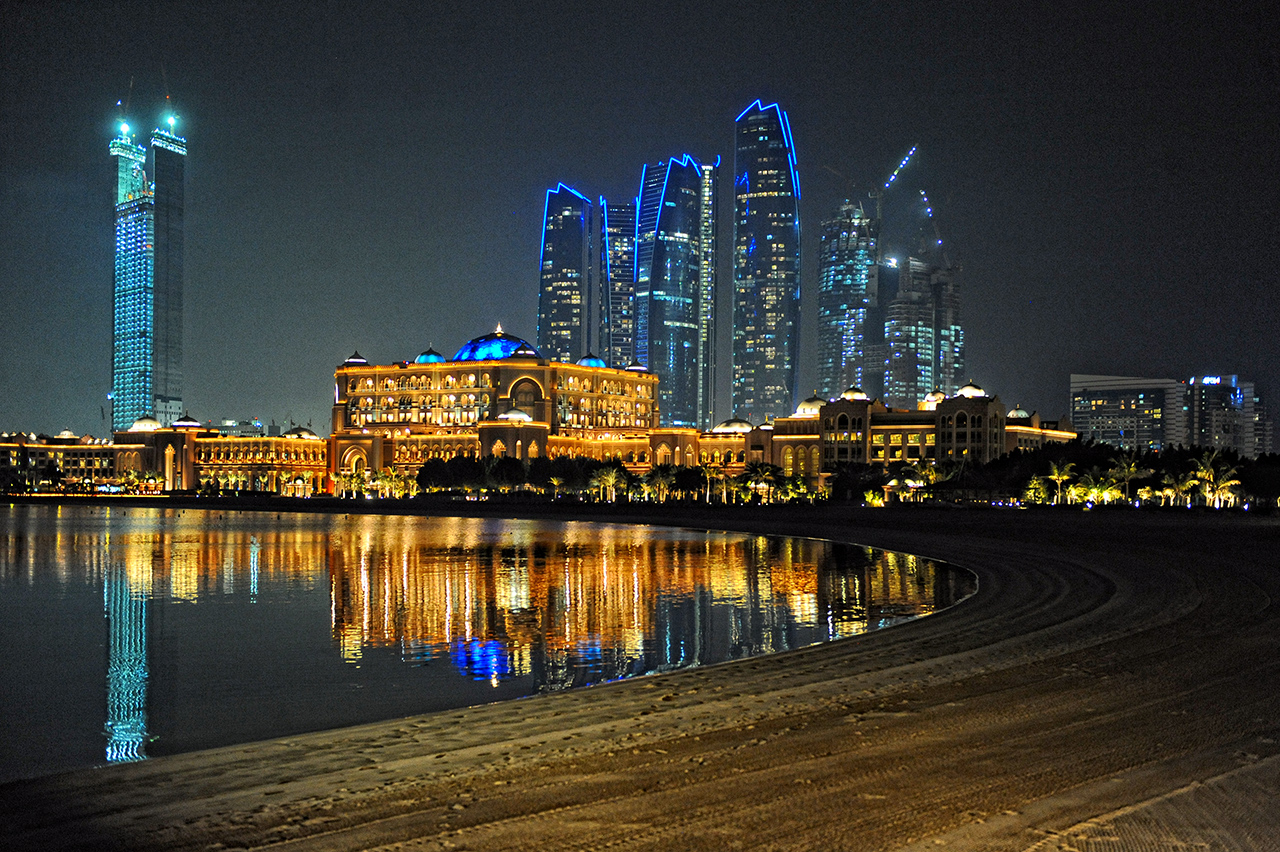
Башни Этихад ночью